# Július Kozma
Július Kozma (1. června 1929 – 26. listopadu 2009) byl československý a slovenský šachista, mistr ČSSR z roku 1967.
V roce 1954 byl členem československého družstva vysokoškoláků, které získalo titul Mistra světa v Oslo. Byl oporou družstva a ze všech účastníků dosáhl nejlepšího výsledku 8 bodů z 9 možných. Na vysokoškolských mistrovstvích světa hrál ještě v letech 1955 v Lyonu, 1956 v Upsale, 1957 v Reykjavíku a v roce 1958 ve Varně, kde družstvo Československa skončilo na třetím místě.
Výrazně přispěl k bronzu pro ČSR na mistrovství Evropy družstev ve Vídni 1957, kdy remizoval s Spasským a porazil Tala. V témže roce se stal prvním slovenským šachovým mezinárodním mistrem.
Na turnaji v Reggio Emilia 1966 byl třetí a 1969 druhý. V roce 1967 se stal mistrem ČSSR. Na šachových olympiádách reprezentoval ČSR dvakrát v letech 1958 a 1960. Autor knihy o mistrech světa, spoluautor publikace o šachových olympiádách, ale i knih o jiných sportech.
V roce 1954 absolvoval Právnickou fakultu UK a stal se redaktorem Slovenského rozhlasu. Po normalizačních prověrkách musel z rozhlasu odejít. Tělovýchovní činovníci mu pomohli, stal se dlouholetým redaktorem i šéfredaktorem deníku Sport.

## Publikace
Seznam děl v Souborném katalogu ČR, jejichž autorem nebo tématem je Július Kozma
- Ľ. Ftáčnik, J. Kozma, J. Plachetka: Šachové Olympiády, Sport, Bratislava 1984
- J. Kozma: Boje o šachový trůn, Sport, Bratislava 1989 (vyšlo několik reedic)
- J. Kozma: Album slavných sportovců, Sport, Bratislava 1990